# Gigi Perez

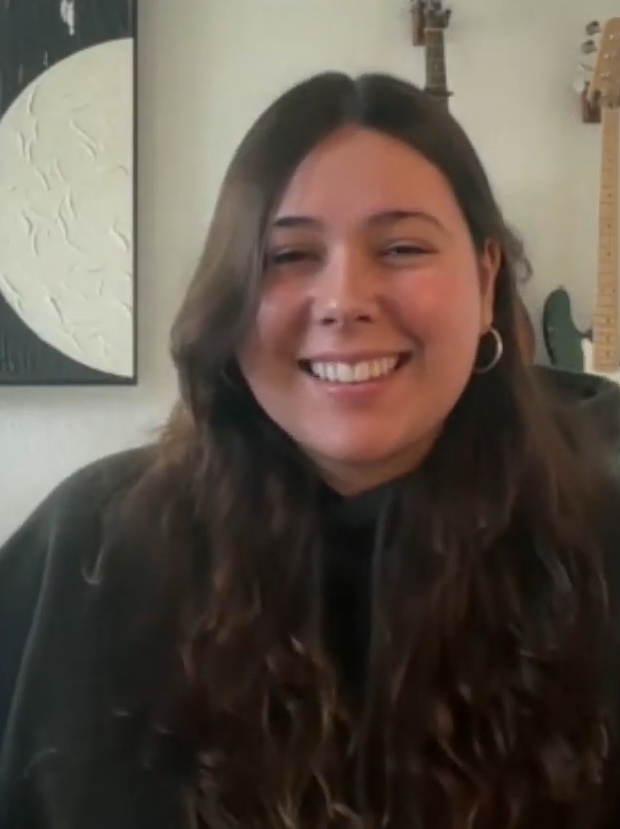
Gigi Perez (2025)

Gigi Perez (* Februar 2000 in Hackensack, New Jersey als Gianna Brielle Perez) ist eine US-amerikanische Singer-Songwriterin. Sie tritt auch als Gigi auf.

## Leben
Gianna Brielle Perez wuchs in West Palm Beach auf. In der High School wurde ihr klar, dass sie lesbisch ist. Auf Drängen ihrer Mutter besuchte sie eine christliche High School, was es ihr erschwerte, zu ihrer Sexualität zu stehen. Mit 15 begann sie, eigene Songs zu schreiben. In der High School war sie Teil der Band Wendy Lane, mit der sie ihre erste Musik veröffentlichte. Nach der Schule studierte sie am Berklee College of Music, aber verließ sie während der COVID-19-Pandemie.
Ihre ältere Schwester Celene starb im Juli 2020, kurz vorher hatte sich Perez von ihrer Partnerin getrennt. Um mit ihrer Trauer umzugehen, schrieb sie neue Songs und lud diese auf TikTok hoch. Der an ihre Schwester gerichtete Track Celene und Sometimes (Backwood) gingen viral und sie bekam einen Plattenvertrag bei Interscope Records.
Im Juni 2022 erschien mit The Man ihre erste Single für Interscope. Im Anschluss spielte sie als Support für Coldplay in Florida. Es folgte der Song When She Smiles, ein Lied über eine toxische Beziehung, sowie eine Coverversion von When Jamie Smiles aus dem Soundtrack zu Wild X-Mas (2005). 2022 trat sie im Vorprogramm von Noah Cyrus auf. Am 28. April 2023 erschien die EP How to Catch a Falling Knife.
Im März 2024 wurde sie von Interscope aus dem Vertrag entlassen. Ihre erste Single als unabhängige Künstlerin wurde die queere Ballade Normalcy. Es folgte im Juli 2024 die Single Sailor Song, eine Akustikballade über eine Frau, die Anne Hathaway ähnelt. Der Song markiert ihren ersten Hit und erreichte die Charts in mehreren Ländern.

## Diskografie

### Alben
- 2025: At the Beach, in Every Life

### EPs
- 2023: How to Catch a Falling Knife (Interscope)

### Singles
- 2021: Sometimes (Backwood)
- 2022: The Man
- 2022: When She Smiles
- 2022: Glue
- 2022: Figurines
- 2023: Sally
- 2024: Normalcy
- 2024: Please Be Rude
- 2024: Sailor Song
- 2024: Fable

## Auszeichnungen für Musikverkäufe
| Goldene Schallplatte - Brasilien - 2025: für die Single Sometimes (Backwood) - Dänemark - 2025: für die Single Sailor Song - Frankreich - 2025: für die Single Sailor Song - Kanada - 2025: für die Single Sometimes (Backwood) Platin-Schallplatte - Belgien - 2025: für die Single Sailor Song - Griechenland - 2025: für die Single Sailor Song - Polen - 2024: für die Single Sailor Song | 2× Platin-Schallplatte - Neuseeland - 2025: für die Single Sailor Song 3× Platin-Schallplatte - Australien - 2025: für die Single Sailor Song - Brasilien - 2025: für die Single Sailor Song - Portugal - 2025: für die Single Sailor Song 4× Platin-Schallplatte - Kanada - 2025: für die Single Sailor Song |

Anmerkung: Auszeichnungen in Ländern aus den Charttabellen bzw. Chartboxen sind in ebendiesen zu finden.
| Land/RegionAuszeichnungen für Musikverkäufe (Land/Region, Auszeichnungen, Verkäufe, Quellen) | Gold     | Platin       | Verkäufe  | Quellen             |
| -------------------------------------------------------------------------------------------- | -------- | ------------ | --------- | ------------------- |
| Australien (ARIA)                                                                            | —        | 3× Platin3   | 210.000   | aria.com.au         |
| Belgien (BRMA)                                                                               | —        | Platin1      | 40.000    | ultratop.be         |
| Brasilien (PMB)                                                                              | Gold1    | 3× Platin3   | 140.000   | pro-musicabr.org.br |
| Dänemark (IFPI)                                                                              | Gold1    | —            | 45.000    | ifpi.dk             |
| Frankreich (SNEP)                                                                            | Gold1    | —            | 100.000   | snepmusique.com     |
| Griechenland (IFPI)                                                                          | —        | Platin1      | 20.000    | Einzelnachweise     |
| Kanada (MC)                                                                                  | Gold1    | 4× Platin4   | 360.000   | musiccanada.com     |
| Neuseeland (RMNZ)                                                                            | —        | 2× Platin2   | 60.000    | radioscope.co.nz    |
| Polen (ZPAV)                                                                                 | —        | Platin1      | 50.000    | olis.pl             |
| Portugal (AFP)                                                                               | —        | 3× Platin3   | 30.000    | Einzelnachweise     |
| Vereinigte Staaten (RIAA)                                                                    | —        | Platin1      | 1.000.000 | riaa.com            |
| Vereinigtes Königreich (BPI)                                                                 | —        | 2× Platin2   | 1.200.000 | bpi.co.uk           |
| Insgesamt                                                                                    | 5× Gold5 | 20× Platin20 |           |                     |